# Campeonato Mundial de Judo de 1999
El XXIV Campeonato Mundial de Judo se celebró en Birmingham (Reino Unido) entre el 7 y el 10 de octubre de 1999 bajo la organización de la Federación Internacional de Judo (IJF) y la Federación Británica de Judo.
Las competiciones se realizaron en la National Indoor Arena de la ciudad inglesa. 

## Medallistas

### Masculino
| Evento            | Oro                        | Plata                      | Bronce                                                                 |
| ----------------- | -------------------------- | -------------------------- | ---------------------------------------------------------------------- |
| –60 kg            | Manolo Poulot Ramos · Cuba | Kazuhiko Tokuno Japón      | Natik Baguirov · Bielorrusia · Nestor Jerguiani · Georgia              |
| –66 kg            | Larbi Benboudaoud Francia  | Hüseyin Özkan Turquía      | Yordanis Arencibia Verdecia · Cuba · Patrick van Kalken · Países Bajos |
| –73 kg            | Jimmy Pedro Estados Unidos | Vitali Makarov · Rusia     | Sebastian Pereira · Brasil · Guiorgui Revazishvili · Georgia           |
| –81 kg            | Graeme Randall Reino Unido | Farjod Turayev Uzbekistán  | Cho In-Chul Corea del Sur Kwak Ok-Chol Corea del Norte                 |
| –90 kg            | Hidehiko Yoshida Japón     | Victor Florescu Moldavia   | Adrian Croitoru · Rumania · Yoo Sung-Yeon · Corea del Sur              |
| –100 kg           | Kosei Inoue Japón          | Jang Sung-Ho Corea del Sur | Nicolas Gill · Canadá · Alexandr Mijailin · Rusia                      |
| +100 kg           | Shinichi Shinohara Japón   | Indrek Pertelson Estonia   | Pan Song China Selim Tataroğlu Turquía                                 |
| Categoría abierta | Shinichi Shinohara Japón   | Selim Tataroğlu Turquía    | Harry Van Barneveld · Bélgica · Dennis van der Geest · Países Bajos    |

### Femenino
| Evento            | Oro                             | Plata                               | Bronce                                                            |
| ----------------- | ------------------------------- | ----------------------------------- | ----------------------------------------------------------------- |
| –48 kg            | Ryoko Tamura Japón              | Amarilis Savón · Cuba               | Anna-Maria Gradante · Alemania · Sarah Nichilo-Rosso · Francia    |
| –52 kg            | Noriko Narazaki Japón           | Legna Verdecia Rodríguez · Cuba     | Kye Sun-Hui Corea del Norte Marie-Claire Restoux Francia          |
| –57 kg            | Driulis González Morales · Cuba | Isabel Fernández Gutiérrez · España | Jessica Gal · Países Bajos · Michaela Vernerová · República Checa |
| –63 kg            | Keiko Maeda Japón               | Gella Vandecaveye · Bélgica         | Sara Álvarez Menéndez · España · Karen Roberts · Reino Unido      |
| –70 kg            | Sibelis Veranes Morell · Cuba   | Ulla Werbrouck · Bélgica            | Kate Howey · Reino Unido · Ylenia Scapin · Italia                 |
| –78 kg            | Noriko Anno Japón               | Yin Yufeng China                    | Céline Lebrun · Francia · Diadenis Luna Castellano · Cuba         |
| +78 kg            | Beata Maksymow · Polonia        | Yuan Hua China                      | Karina Bryant Reino Unido Miho Ninomiya Japón                     |
| Categoría abierta | Daima Beltrán Guisado · Cuba    | Miho Ninomiya Japón                 | Choi Sook-Ie Corea del Sur Tsvetana Bozhilova Bulgaria            |

## Medallero
| Núm. | País            | Oro | Plata | Bronce | Total |
| ---- | --------------- | --- | ----- | ------ | ----- |
| 1    | Japón           | 8   | 2     | 1      | 11    |
| 2    | Cuba            | 4   | 2     | 2      | 8     |
| 3    | Francia         | 1   | 0     | 3      | 4     |
| 3    | Reino Unido     | 1   | 0     | 3      | 4     |
| 5    | Estados Unidos  | 1   | 0     | 0      | 1     |
| 5    | Polonia         | 1   | 0     | 0      | 1     |
| 7    | Bélgica         | 0   | 2     | 1      | 3     |
| 7    | China           | 0   | 2     | 1      | 3     |
| 7    | Turquía         | 0   | 2     | 1      | 3     |
| 10   | Corea del Sur   | 0   | 1     | 3      | 4     |
| 11   | España          | 0   | 1     | 1      | 2     |
| 11   | Rusia           | 0   | 1     | 1      | 2     |
| 13   | Estonia         | 0   | 1     | 0      | 1     |
| 13   | Moldavia        | 0   | 1     | 0      | 1     |
| 13   | Uzbekistán      | 0   | 1     | 0      | 1     |
| 16   | Países Bajos    | 0   | 0     | 3      | 3     |
| 17   | Georgia         | 0   | 0     | 2      | 2     |
| 17   | Corea del Norte | 0   | 0     | 2      | 2     |
| 19   | Alemania        | 0   | 0     | 1      | 1     |
| 19   | Bielorrusia     | 0   | 0     | 1      | 1     |
| 19   | Brasil          | 0   | 0     | 1      | 1     |
| 19   | Bulgaria        | 0   | 0     | 1      | 1     |
| 19   | Canadá          | 0   | 0     | 1      | 1     |
| 19   | Italia          | 0   | 0     | 1      | 1     |
| 19   | República Checa | 0   | 0     | 1      | 1     |
| 19   | Rumania         | 0   | 0     | 1      | 1     |
|      | TOTAL           | 16  | 16    | 32     | 64    |